# Karel Nováček
Karel Nováček (ur. 30 marca 1965 w Prościejowie) – czechosłowacki a później czeski tenisista, reprezentant w Pucharze Davisa.

## Kariera tenisowa
Jako zawodowy tenisista Nováček występował w latach 1984–1996.
W grze pojedynczej awansował do 20 finałów turniejów rangi ATP World Tour, z których w 13 zwyciężył. W zawodach wielkoszlemowych najlepszym wynikiem Czecha jest awans do półfinału US Open z 1994 roku, gdzie mecz o udział w finale przegrał z Michaelem Stichem.
W grze podwójnej Nováček osiągnął 16 finałów ATP World Tour, a triumfował w 6 z nich. W 1993 roku był w finale US Open wspólnie z Martinem Dammem. Spotkanie o tytuł czeska para zakończyła porażką z Kenem Flachem i Rickiem Leachem.
W latach 1987–1994 reprezentował kraj w Pucharze Davisa, rozgrywając łącznie 20 pojedynków singlowych, z których 9 wygrał.
W rankingu gry pojedynczej Nováček najwyżej był na 8. miejscu (18 listopada 1991), a w klasyfikacji gry podwójnej na 25. pozycji (28 lutego 1994).

### Finały w turniejach ATP World Tour
| Legenda                                      |
| -------------------------------------------- |
| Wielki Szlem                                 |
| Igrzyska olimpijskie                         |
| Tennis Masters Cup / ATP Finals              |
| ATP Masters Series / ATP Tour Masters 1000   |
| ATP International Series Gold / ATP Tour 500 |
| ATP International Series / ATP Tour 250      |

#### Gra pojedyncza (13–7)
| Końcowy wynik | Nr  | Data                 | Turniej    | Nawierzchnia    | Przeciwnik             | Wynik finału            |
| ------------- | --- | -------------------- | ---------- | --------------- | ---------------------- | ----------------------- |
| Zwycięzca     | 1.  | 3 sierpnia 1986      | Waszyngton | Ceglana         | Thierry Tulasne        | 6:1, 7:6                |
| Finalista     | 1.  | 26 października 1986 | Wiedeń     | Twarda (hala)   | Brad Gilbert           | 6:3, 3:6, 5:7, 0:6      |
| Finalista     | 2.  | 4 października 1987  | Palermo    | Ceglana         | Martín Jaite           | 6:7, 7:6, 4:6           |
| Zwycięzca     | 2.  | 30 lipca 1989        | Hilversum  | Ceglana         | Emilio Sánchez         | 6:2, 6:4                |
| Zwycięzca     | 3.  | 6 maja 1990          | Monachium  | Ceglana         | Thomas Muster          | 6:4, 6:2                |
| Finalista     | 3.  | 5 sierpnia 1990      | Kitzbühel  | Ceglana         | Horacio de la Peña     | 4:6, 6:7, 6:2, 2:6      |
| Zwycięzca     | 4.  | 13 stycznia 1991     | Auckland   | Twarda          | Jean-Philippe Fleurian | 7:6(5), 7:6(4)          |
| Finalista     | 4.  | 7 kwietnia 1991      | Estoril    | Ceglana         | Sergi Bruguera         | 6:7(7), 1:6             |
| Zwycięzca     | 5.  | 12 maja 1991         | Hamburg    | Ceglana         | Magnus Gustafsson      | 6:3, 6:3, 5:7, 0:6, 6:1 |
| Zwycięzca     | 6.  | 4 sierpnia 1991      | Kitzbühel  | Ceglana         | Magnus Gustafsson      | 7:6(2), 7:6(4), 6:2     |
| Zwycięzca     | 7.  | 11 sierpnia 1991     | Praga      | Ceglana         | Magnus Gustafsson      | 7:6(5), 6:2             |
| Zwycięzca     | 8.  | 26 lipca 1992        | Hilversum  | Ceglana         | Jordi Arrese           | 6:2, 6:3, 2:6, 7:5      |
| Zwycięzca     | 9.  | 2 sierpnia 1992      | San Marino | Ceglana         | Francisco Clavet       | 7:5, 6:2                |
| Zwycięzca     | 10. | 16 sierpnia 1992     | Praga      | Ceglana         | Franco Davín           | 6:1, 6:1                |
| Zwycięzca     | 11. | 7 lutego 1993        | Dubaj      | Twarda          | Fabrice Santoro        | 6:4, 7:5                |
| Finalista     | 5.  | 28 lutego 1993       | Rotterdam  | Dywanowa (hala) | Anders Järryd          | 3:6, 5:7                |
| Zwycięzca     | 12. | 14 marca 1993        | Saragossa  | Dywanowa (hala) | Jonas Svensson         | 3:6, 6:2, 6:1           |
| Finalista     | 6.  | 4 kwietnia 1993      | Estoril    | Ceglana         | Andrij Medwediew       | 4:6, 2:6                |
| Finalista     | 7.  | 11 lipca 1993        | Gstaad     | Ceglana         | Sergi Bruguera         | 3:6, 4:6                |
| Zwycięzca     | 13. | 31 lipca 1994        | Hilversum  | Ceglana         | Richard Fromberg       | 7:5, 6:4, 7:6(7)        |

#### Gra podwójna (6–10)
| Końcowy wynik | Nr  | Data                 | Turniej            | Nawierzchnia    | Partner             | Przeciwnicy                    | Wynik finału  |
| ------------- | --- | -------------------- | ------------------ | --------------- | ------------------- | ------------------------------ | ------------- |
| Finalista     | 1.  | 19 czerwca 1988      | Ateny              | Ceglana         | Pablo Arraya        | Rikard Bergh Per Henricsson    | 4:6, 5:7      |
| Finalista     | 2.  | 6 sierpnia 1989      | Båstad             | Ceglana         | Josef Čihák         | Per Henricsson Nicklas Utgren  | 5:7, 2:6      |
| Zwycięzca     | 1.  | 13 października 1991 | Berlin             | Dywanowa (hala) | Petr Korda          | Jan Siemerink Daniel Vacek     | 3:6, 7:5, 7:5 |
| Finalista     | 3.  | 12 kwietnia 1992     | Barcelona          | Ceglana         | Ivan Lendl          | Andrés Gómez Javier Sánchez    | 4:6, 4:6      |
| Finalista     | 4.  | 26 kwietnia 1992     | Monte Carlo        | Ceglana         | Petr Korda          | Boris Becker Michael Stich     | 4:6, 4:6      |
| Zwycięzca     | 2.  | 16 sierpnia 1992     | Praga              | Ceglana         | Branislav Stankovič | Jonas Björkman Jon Ireland     | 7:5, 6:1      |
| Finalista     | 5.  | 4 października 1992  | Bazylea            | Twarda (hala)   | David Rikl          | Tom Nijssen Cyril Suk          | 3:6, 4:6      |
| Zwycięzca     | 3.  | 14 marca 1993        | Saragossa          | Dywanowa (hala) | Martin Damm         | Mike Bauer David Rikl          | 2:6, 6:4, 7:5 |
| Finalista     | 6.  | 2 maja 1993          | Monachium          | Ceglana         | Carl-Uwe Steeb      | Martin Damm Henrik Holm        | 0:6, 6:3, 5:7 |
| Finalista     | 7.  | 11 września 1993     | US Open, Nowy Jork | Twarda          | Martin Damm         | Ken Flach Rick Leach           | 7:6, 4:6, 2:6 |
| Finalista     | 8.  | 13 marca 1994        | Saragossa          | Dywanowa (hala) | Martin Damm         | Henrik Holm Anders Järryd      | 5:7, 2:6      |
| Zwycięzca     | 4.  | 7 sierpnia 1994      | Praga              | Ceglana         | Mats Wilander       | Tomáš Krupa Pavel Vízner       | walkower      |
| Zwycięzca     | 5.  | 16 października 1994 | Ostrawa            | Dywanowa (hala) | Martin Damm         | Gary Muller Piet Norval        | 6:4, 1:6, 6:3 |
| Zwycięzca     | 6.  | 30 października 1994 | Santiago           | Ceglana         | Mats Wilander       | Tomás Carbonell Francisco Roig | 4:6, 7:6, 7:6 |
| Finalista     | 9.  | 19 lutego 1995       | Mediolan           | Dywanowa (hala) | Petr Korda          | Boris Becker Guy Forget        | 2:6, 4:6      |
| Finalista     | 10. | 18 lutego 1996       | Dubaj              | Twarda          | Jiří Novák          | Byron Black Grant Connell      | 0:6, 1:6      |